# Plac Zamkowy 1/13 w Warszawie
Plac Zamkowy 1/13 – kompleks czterech kamienic na warszawskim Starym Mieście, w skład którego wchodzą: kamienica Szpitalna, kamienica Krzysztofowiczów, kamienica Dyndy oraz kamienica Pod Pelikanem.
W roku 1944 zostały zburzone do piwnic. Po odbudowaniu posiadają wspólny adres. Do tego czasu miały różne adresy:
- Kamienica Szpitalna – nr 9
- Kamienica Krzysztofowiczów – nr 11
- Kamienica Dyndy – nr 13a
- Kamienica Pod Pelikanem – nr 13b

## Kamienica Szpitalna
Początkowo drewniany dom. W 1583 r. został spalony. Odbudowany z murowanym traktem przednim. W 1670 r. gruntownie przebudowany. W 1944 r. zburzony do piwnic, odbudowany w 1960 r. z przywróceniem postaci zbliżonej do stanu z pierwszej połowy XIX wieku. Wpisana do rejestru zabytków (nr 625).

## Kamienica Krzysztofowiczów
Początkowo dom drewniany parterowy z poddaszem. Przebudowany w pierwszej połowie XVIII w. W 1944 r. zburzony. Odbudowany w 1960 r. w nawiązaniu do stanu sprzed 1944 r. zachowującego wygląd z XVIII w. Wpisana do rejestru zabytków (nr 626).

## Kamienica Dyndy
Pierwotnie dom drewniany. Przebudowana na początku XVIII w. W końcu XVIII w. należała do kupca Michała Roeslera, właściciela również sąsiedniej kamienicy nr 13b. Od tego czasu obie stale w rękach jednego właściciela, w XIX w. połączone (znajdowały się pod wspólnym numerem porządkowym). Od końca XVII w. mieściła się tu gospoda. Zburzona do piwnic w 1944, odbudowana w 1957-59 r. Wpisana do rejestru zabytków (nr 627).

## Kamienica Pod Pelikanem
Zbudowana przed 1705 r. Początkowo drewniana. W 1944 r. zburzona. Odbudowana w 1960 r. w nawiązaniu do wyglądu sprzed zniszczenia, zachowującego cechy z XVIII w.

## Współczesność
Obecnie na terenie kamienic znajdują się lokale użyteczności publicznej: Warszawskie Centrum Informacji Turystycznej, Galeria Sztuki, Pub&Restaurant Królewski.